# Confusarina
La confusarina es un frenatrenoide encontrado en las orquídeas Eria confusa y Bulbophyllum reptans. También puede ser sintetizada.